# Rodion Luka

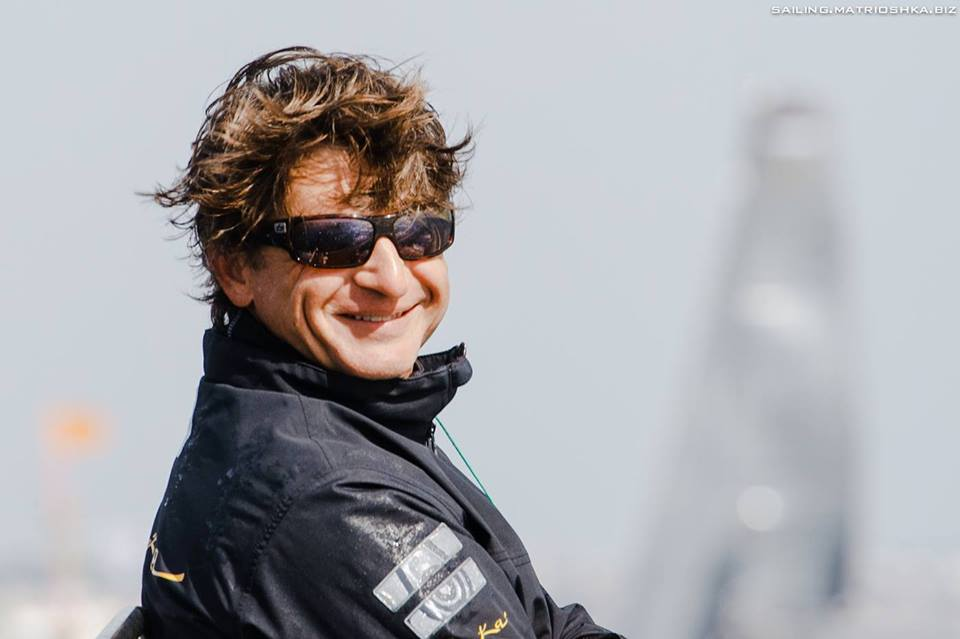
Rodion Luka, 2015

Rodion Mychailovytsch Luka (ukrainisch Родіон Михайлович Лука; * 29. Oktober 1972) ist ein ukrainischer Segler. Zu seinen größten Erfolgen zählen der Gewinn der Silbermedaille bei den Olympischen Sommerspielen 2004 und der Gewinn der Bronzemedaille bei den Olympischen Sommerspielen 1996. Daneben wurde er Segel-Welt- und Europameister 2005 in der Klasse 49er. 2005 wurde Luka Sportler des Jahres in der Ukraine.

## Biographie
Rodion Luka wurde am 29. Oktober 1972 in eine Familie von Ingenieuren geboren und ging in Wyschhorod zur Schule. Im Alter von elf Jahren begann er mit dem Segelsport. Die erste Erfahrung in diesem Bereich bekam er beim Unterricht auf dem Kiewer Stausee.
Im Jahre 1985 gewann Rodion Luka die „Republikaner Regatta“ der UdSSR und begann mit den Vorbereitungen auf die Jugendmeisterschaft der UdSSR. Seine Karriere im Segelsport begann 1988, als er sämtliche Jugendwettbewerbe, einschließlich der Ukrainischen Meisterschaft und der Meisterschaft der UdSSR gewann.
Rodion Luka ist verheiratet und hat zwei Kinder.

## Ausbildung
1995 absolvierte er seine Ausbildung an der Nationalen Universität für Leibeserziehung und Sport in der Fachrichtung Management von professionellem und olympischem Sport. 1999 beendete er die Kiewer Staatsakademie des Wassertransports in der Fachrichtung „Steuermann, Schiffsführer“.

## Sportliche Erfolge
Die erste internationale Trophäe bekam Rodion Luka im Jahre 1993, als er auf der Warnemünder Woche in der Klasse Laser-Radial gewann. Bei der Europameisterschaft auf Sardinien gewann er Bronze. 1994 gewann der Sportler Silber bei der Europameisterschaft in England und der Weltmeisterschaft in Japan. 1996 vertrat Rodion Luka die Ukraine bei den Olympischen Spielen in der Klasse Laser.
Im nächsten Jahr begann er, zusammen mit Georgi Leontschuck, die olympische Kampagne Sydney 2000 in der 49er-Klasse.
1999 erhielt Rodion Luka eine Lizenz zur Teilnahme an den Olympischen Sommerspielen 2000, bei denen er den 10. Platz belegte. Zur gleichen Zeit gewann er den Titel des Meisters von Australien und Bronze in der Europameisterschaft in der Klasse 49er.
- In den 2000er Jahren hatte Rodion Luka seinen Durchbruch im Segelsport. Zusammen mit dem Team errang er den ersten Platz in der Weltrangliste ISAF des Internationalen Verbandes von Segelsport (2002–2003), die Weltmeisterschaft in der Klasse 49er und führte im Jahr 2005 die Weltrangliste an.
- 2005 erhielt Rodion Luka den Titel Sportler des Jahres in der Ukraine nach Version des Nationalen Olympischen Komitees.
- 2008 gewann er Bronze in der Europa- und Weltmeisterschaft[1], und im Jahre 2012 wurde er der Meister in England, Russland und Europa in der Klasse SB20.

## Regatta Volvo Ocean Race
Von 2008 bis 2009 war Rodion Luka der einzige Ukrainer, der an der Volvo Ocean Race auf dem Segelboot „Kasatka“ als Rudermann teilnahm.

## Trainings- und Bildungsarbeit
Von 2012 bis 2013 arbeitet Rodion Luka als Trainer in der Klasse RC 44.
2012 gründet er eine Yachtschule, den Kiewer Racing Yacht Club. Dieser Klub schuf die Voraussetzungen für den Segelsportunterrichten für Menschen, die keine Zeit und Geld für den Kauf und die Wartung eigener Segelboote haben. Der Klub organisiert Amateurregatten, die Mannschaften des Klubs nehmen an internationalen Wettbewerben teil.

## Liste der wichtigsten sportlichen Erfolge
| Jahr             | Wettbewerb                                        | Platz |
| ---------------- | ------------------------------------------------- | ----- |
| 2013             | SB20 Weltmeisterschaft                            | 2     |
| 2012             | SB20 Europameisterschaft                          | 1     |
| 2005             | 49er Weltmeisterschaft                            | 1     |
| 2004             | Olympische Spiele                                 | 2     |
| 2001, 2003, 2008 | 49er Weltmeisterschaft                            | 3     |
| 2006             | ISAF der Weltspiele                               | 2     |
| 2000, 2008       | 49er Europameisterschaft                          | 3     |
| 2000             | 49er Australien Nationalmeisterschaft             | 1     |
| 1993             | Europameisterschaft                               | 3     |
| 1994             | Europameisterschaft                               | 2     |
| 1994             | Weltmeisterschaft                                 | 2     |
| 1988             | Wettbewerbe der Jugendauswahl UdSSR Meisterschaft | 1     |